# Damnica (plaats)

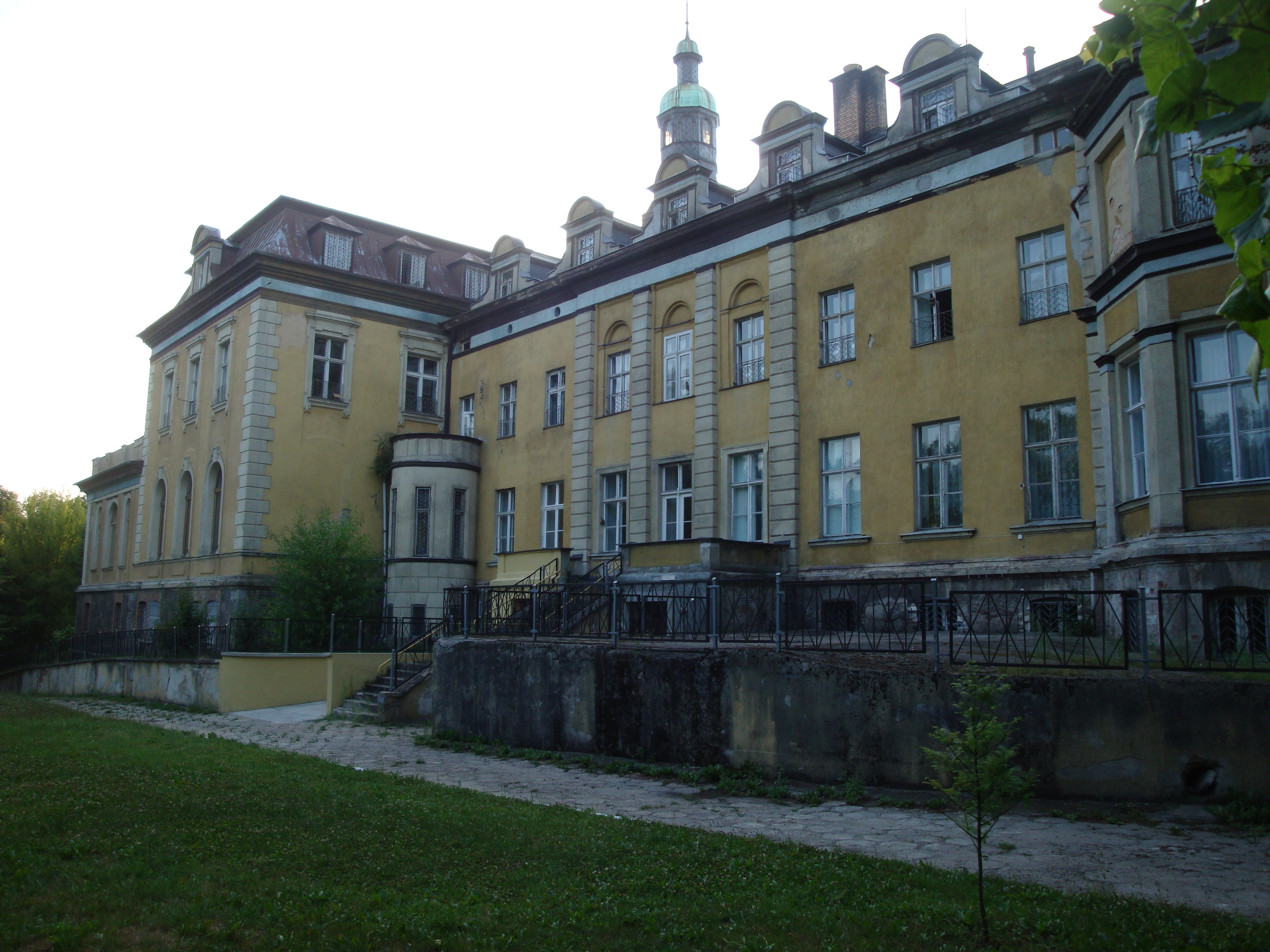
Palais en Damnica

Damnica (Duits: Hebrondamnitz) is een dorp in de Poolse woiwodschap Pommeren. De plaats maakt deel uit van de gemeente Damnica en telt 1240 inwoners.

## Verkeer en vervoer
- Station Damnica